# 振兴街道 (盘锦市)
振兴街道，是中华人民共和国辽宁省盘锦市兴隆台区下辖的一个乡镇级行政单位。

## 行政区划
振兴街道下辖以下地区：
世纪社区、设计院社区、研究院社区、财贸社区、幸福社区、胜利社区、迎宾社区、振兴社区、兴疗社区、林丰社区、紫园社区、河畔社区、生态园社区、广厦新城社区、蓝色康桥社区和长湖新城社区。